# Pascal Poisson
Pascal Poisson (* 29. Juni 1958 in Plancoët) ist ein ehemaliger französischer Radrennfahrer und Sportlicher Leiter.

## Sportliche Laufbahn
Poisson war im Bahnradsport und im Straßenradsport aktiv. Er war Teilnehmer der Olympischen Sommerspiele 1980 in Moskau. In der Mannschaftsverfolgung kam Frankreich mit Alain Bondue, Philippe Chevallier, Pascal Poisson und Jean-Marc Rebière auf den 5. Platz.
Poisson startete als Amateur für den Verein AC Boulogne-Billancourt und holte 77 Siege in der Amateurklasse. Darunter war ein Etappensieg bei Paris–Vierzon und in der Tour d’Île-de-France 1980. Bei den Militärweltmeisterschaften gewann er Silbermedaillen im Punktefahren und im Einzelzeitfahren.
1981 wurde Poisson Berufsfahrer im Radsportteam Renault-Elf und blieb bis 1990 als Radprofi aktiv. Aus seiner Erfolgsbilanz als Profi ragen die Etappensiege in der Vuelta a España 1983 sowie in der Tour de France 1984 heraus. Er gewann 1980 den Boucles des Flandres, 1984 den Grand Prix de Mauléon-Moulins, 1987 den Grand Prix de Wallonie vor Jan Nevens, 1988 den Grand Prix de Denain vor Michel Vermote sowie das Rennen Quatre Jours de Dunkerque vor Charly Mottet. Etappensiege holte Poisson in der Tour de l’Avenir 1981 (Prolog), in der Tour du Vaucluse 1983, im Rennen Quatre Jours de Dunkerque 1988, im Critérium du Dauphiné libéré 1989 und in der Tour de Trump 1990. Zweiter wurde er 1983 im Critérium des As hinter Greg Lemond. Poisson bestritt alle Grand Tours.

## Grand-Tour-Platzierungen
| Grand Tour            | 1982 | 1983 | 1984 | 1985 | 1986 | 1987 | 1988 | 1989 | 1990 |
| --------------------- | ---- | ---- | ---- | ---- | ---- | ---- | ---- | ---- | ---- |
| Vuelta a EspañaVuelta | –    | 38   | –    | 15   | –    | –    | –    | –    | –    |
| Giro d’ItaliaGiro     | –    | –    | –    | –    | –    | –    | DNF  | –    | 128  |
| Tour de FranceTour    | 50   | DNF  | 80   | 42   | –    | 67   | –    | 71   | –    |